# 메리 포핀스 (영화)
메리 포핀스(Mary Poppins)는 1964년 공개된 미국의 뮤지컬 영화로, 영국의 작가 패멀라 린던 트래버스가 쓴 동명의 책 시리즈 메리 포핀스를 원작으로 한다.

## 줄거리
영국 런던의 뱅크스씨 집. 오늘도 유모는 어디론가 도망간 마이클과 제인 때문에 짐을 싸들고 집을 나선다. 마침 집에 돌아오던 여권 운동가인 뱅크스 부인은 유모를 말려보지만, 유모는 그녀를 뿌리치고 나가버린다.집에 돌아온 뱅크스씨는 새 유모를 구하기 위해 신문에 광고를 내기로 하는데, 아이들을 엄격하게 교육시키길 원하는 그와 달리 제인과 마이클은 붉은 뺨을 가지고 있으며 재미있는 놀이를 많이 알고 있는 유모를 구하기 원한다. 다음날 면접을 보기위해 많은 유모들이 뱅크스씨 집앞에 줄을 선다. 그러나 어디에선가 우산을 타고 메리 포핀스가 나타나고 그 바람에 모두들 날아가 버리고 만다. 얼떨결에 메리 포핀스를 유모로 정한 뱅크쓰씨. 하지만, 아이들은 재미있는 노래와 신기한 놀이를 가르쳐주는 메리 포핀스와 즐겁고도 환상적인 시간들을 보내는데...

## 출연

### 주연
- 줄리 앤드류스
- 딕 반 다이크
- 데이비드 톰린슨

### 조연
- 글리니스 존스
- 헤르미온 배들리
- 레타 쇼
- 카렌 도트리스
- 매튜 가버

## 기타
- 공동제작: 빌 월시
- 의상: 토니 월톤